# سفارة المغرب في أوكرانيا
سفارة المغرب في أوكرانيا هي أرفع تمثيل دبلوماسي لدولة المغرب لدى أوكرانيا. تقع السفارة في كييف وهي تهدف لتعزيز المصالح المغربية في أوكرانيا.

## سفراء المغرب في أوكرانيا
| السفير          | صورة | تاريخ التعيين   | تاريخ تقديم أوراق الاعتماد  | تاريخ انتهاء المهمة | ملك المغرب  | رئيس أوكرانيا                    |
| --------------- | ---- | --------------- | --------------------------- | ------------------- | ----------- | -------------------------------- |
|                 |      |                 |                             |                     |             |                                  |
| محمد أزهر       |      | 21 ابريل 2000   |                             |                     | محمد السادس | ليونيد كوتشما/فيكتور يوشتشينكو   |
| عبد الجليل صبري |      | 7 يونيو 2005    |                             | 2013                | محمد السادس | فيكتور يوشنكو/فيكتور يانوكوفيتش  |
| مينة التونسي    |      | 9 مارس 2013‘    |                             | 2018                | محمد السادس | فيكتور يانوكوفيتش/بترو بوروشنكو  |
| فوز العشابي     |      | 20 أبريل, 2018‘ | 6 نوفمبر 2018 6 يونيو 2019‘ |                     | محمد السادس | بترو بوروشنكو/فولوديمير زيلينسكي |

## وصلات خارجية
- الموقع الرسمي
- قائمة سفارات المغرب
- قائمة السفارات في أوكرانيا